# Casa d'Antoni Albareda
Casa d'Antoni Albareda és una obra de Tarragona protegida com a Bé Cultural d'Interès Local.

## Descripció
Edifici de composició neoclàssica. Un ordre gegant, de pilastres amb capitell corinti, abasta el primer i el segon pis, mentre els baixos fan el paper de sòcol. L'acabament és una balustrada que fa joc amb les baranes dels balcons del principal.